# Rok Mandl
Rok Mandl (* 18. Juli 1988) ist ein ehemaliger slowenischer Skispringer.

## Werdegang
Sein Debüt in einem internationalen Wettbewerb gab Mandl am 18. Dezember 2004 bei einem Skisprung-Wettbewerb der FIS in Seefeld. Am 17. September 2005 nahm er zum ersten Mal am FIS-Cup teil, der 2005 in Predazzo stattfand. Im Einzelwettbewerb belegte er dort den 7. Platz.
Am 5. Januar 2008 debütierte Mandl beim Continental Cup und belegte in Kranj einen 38. Platz. Sein bestes Ergebnis war in dieser Saison ein 9. Rang in Hinterzarten. In der Gesamtwertung am Ende der Saison stand Mandl auf Platz 70.
Im Februar 2008 nahm er an den Nordischen Junioren-Skiweltmeisterschaften in Zakopane teil und belegte den 23. Rang im Einzelspringen. Zudem wurde er mit der Mannschaft im Teamspringen Sechster. 2009 trat er bei der Universiade in Yabuli an und belegte im Einzel zwei 13. Plätze sowie den 6. Platz mit dem slowenischen Team. Zwei Jahre später nahm er erneut bei einer Universiade teil; diesmal fand diese in Erzurum statt. Hier kam er im Einzel auf die Plätze 7 und 10, außerdem gewann er zusammen mit dem slowenischen Team die Silbermedaille, sein bisher größter Erfolg.
In der Continental-Cup-Saison 2009/10 war sein bestes Ergebnis ein 14. Platz in Zakopane; am Ende der Saison lag er in der Gesamtwertung mit 74 Punkten auf Platz 65.

## Statistik

### Continental-Cup-Platzierungen
| Saison  | Sommer | Sommer | Winter | Winter | Gesamt | Gesamt |
| Saison  | Platz  | Punkte | Platz  | Punkte | Platz  | Punkte |
| ------- | ------ | ------ | ------ | ------ | ------ | ------ |
| 2007/08 | –      | –      | –      | –      | 70.    | 069    |
| 2009/10 | –      | –      | –      | –      | 65.    | 074    |